# Corythucha scitula
Corythucha scitula är en insektsart som beskrevs av Drake 1948. Corythucha scitula ingår i släktet Corythucha och familjen nätskinnbaggar. Inga underarter finns listade i Catalogue of Life.